# Cucurbita pepo var. georgica
Cucurbita pepo subsp. pepo var. georgica es una variedad de Cucurbita pepo establecida por Teppner (2000) que describe poblaciones cultivadas de la especie distribuidas en Georgia (en la anterior Unión Soviética) que se utilizaban para verdura y para semillas, los tegumentos de las semillas parecen un mutante más delgado que el tipo silvestre pero más grueso que las semillas de testa delgada de Styria (Cucurbita pepo var. styriaca). Por arriba de la capa de clorénquima sólo están presentes la placenta-epidermis y la capa de aerénquima, gruesa, lo que le confiere un grosor intermedio a la testa que deja ver con dificultad el clorénquima, el margen es lignificado. Teppner lo llamó uno de los tipos de testa "semi-delgada".

## Literatura taxonómica primaria
Teppner H. 2000. Cucurbita pepo (Cucurbitaceae) - History, seed coat types, thin coated seeds and their genetics - Phyton (Horn, Austria) 40 (1): 1-42, 46 figures - En inglés con resumen en alemán. https://web.archive.org/web/20160304122124/http://www.uni-graz.at/~teppnerh/Phyton%2044-2%20245-308%20TEPPNER.pdf
- Datos: Q24048492